# Dubgaill y Finngaill
Dubgaill y Finngaill, Dubgenti y Finngenti o  Dubhghoill y Finnghoill son términos en irlandés medio que aparecen en textos medievales para identificar a diferentes grupos rivales de vikingos en Irlanda y Britania. Literalmente, Dub-/Finngaill se traduce como "extranjeros oscuros y claros" o "extranjeros negros y blancos", y de igual forma, Dub-/Finngenti como "paganos oscuros/negros" y "paganos claros/blancos". Aparecen términos parecidos en crónicas galesas, muy posiblemente derivados de los primeros usos en gaélico.
La primera vez que aparece el término en las crónicas irlandesas está fechada en 851:
«Los Dubhghoill llegaron a Ath Cliath [Dublín], provocando una gran masacre a los Finnghoill».
«Tetact Dubgennti du Ath Cliath co ralsat ár mór du Fhinngallaibh». (trad. Los paganos negros vinieron a Áth Cliath, e hicieron gran masacre de los extranjeros de cabellos claros)
Los mismos términos aparecen en diversas crónicas entre los siglos IX y X, también usados e interpretadas en posteriores historiografías.
Existen varias interpretaciones de ambos calificativos. Tradicionalmente, se especula que tales distinciones se referían a características físicas como la piel o el color del cabello, tipos de armas o vestimentas. Alfred P. Smyth sugiere que los prefijos dub y finn se pueden traducir como "nuevo" y "viejo". La versión más aceptada es que Dubgaill corresponde a los vikingos daneses y Finngaill a los vikingos noruegos. La interpretación más reciente, basándose en la teoría de Smyth, coinciden David N. Dumville y Clare Downham, quienes proponen que ambos calificativos no están relacionados con etnias ni diferencias entre grupos vikingos.
Posteriormente, unos siglos más tarde de la invasión normanda de Irlanda, a los hiberno-normandos o ingleses viejos también se les denominaba Dubgaill y Finngaill.

## Etimología
La palabra Gaill (plural de Gall) tiene su origen en los "galos", quienes anterior a la Era vikinga fueron el arquetipo de los "extranjeros". Dumville menciona:
<..>lo que [los galos] hicieron en la prehistoria gáelica para adquirir ese rango es un asunto hoy desconocido y, probablemente, no fue nada agradable.
En la Era vikinga, se convirtió en un nombre para denotar a los escandinavos o a su descendencia. A partir de la invasión normanda de Irlanda a finales del siglo XII, el calificativo se asignó a extranjeros de origen francés y en general a todos los ingleses. El concepto de la palabra "extranjero" no se refiere a "cualquiera que no sea irlandés (gaélico)", pero a sajones, galeses y pictos tal y como se identifican en los anales irlandeses, y hay términos específicos para los escandinavos basándose en su nacionalidad como, Dene, Normanii y Lochlann. La exactitud de las referencias más antiguas sobre la tierra de origen de los escandinavos es muy controvertida. 
Otra palabra que aparece frecuentemente en las crónicas en la primera fase de las invasiones vikingas era Gen(n)ti, que significa "extranjero de otra religión". La palabra tiene su origen en el uso bíblico del apelativo latín, gentes o gentiles, la última palabra es más común en las traducciones más tradicionales de la Biblia. La terminología tuvo poco recorrido lingüístico, lo que se interpreta como un reconocimiento de la eventual conversión al Cristianismo. 
El significado literario de Dub en irlandés antiguo y galés antiguo se asigna normalmente a "oscuro" o "negro", mientras que la forma en irlandés medio finn (irlandés antiguo: find; irlandés moderno: fionn) se interpreta como "claro" o "blanco". Smyth, haciendo referencias al Diccionario de la lengua irlandesa de la Real Academia de Irlanda, añade que Dub puede significar "sombrío" or "melancólico" en el sentido moral, y desde el punto de vista intensivo, "grande" o "poderoso". Para finn existe el significado adicional para "asombroso", "justo" y "cierto".

## Interpretación histórica

### Finn-yDub-
Los historiadores ofrecen diversos argumentos sobre el hecho que los términos denotan dos facciones rivales de vikingos. La explicación sobre el color del cabello o el color de la armadura fue ampliamente aceptada. La versión sobre el color fue argumentada por el anticuario Jens Jacob Asmussen Worsaae y James Henthorn Todd, y más recientemente en los trabajos históricos de Mac Airt & Mac Niocaill, en su edición de los anales de Ulster (1983) donde aparece Fhinngallaibh que se traduce como "extranjeros de cabello claro". Según Smyth, la interpretación más extraña de ambos términos la ofrece el lingüista Jan de Vries, quien sugiere que los "extranjeros negros" eran thralls (esclavos) moros, que fueron llevados a Irlanda por las expediciones vikingas que devastaban el norte de África. 
Jón Steffensen, mientras tanto, rechaza la hipótesis del color del cabello y se inclina al color de los escudos que protegían a los vikingos, los finngaill usaban escudos blancos y los dubgaill rojos.
Alfred Smyth ofrece argumentos en contra del color del cabello. En referencia a la hipótesis de Steffensen, asumir que "cualquier horda de escandinavos que estuviese compuesta exclusivamente de individuos de cabello oscuro es irreal". Así mismo, como argumento en contra del color de armadura o armamento, afirma que un equipamiento regular y uniforme era desconocido en los ejércitos germánicos, y que "pensar que los piratas noruegos pudieran permitirse el lujo de llevar nada más que escudos blancos es algo extremadamente fantasioso". Y el argumento final contra la diferencia de colores entre facciones vikingas, Smyth resalta que pese a que los vikingos estaban activos en todas partes, no existen cronistas anglosajones o francos que mencionen tal distinción en particular.
Smyth concluye en su contexto, que finn y dub no debería relacionarse con colores o brillos, pero que debe traducirse como "viejo" y "nuevo"; toma como precedente las traducciones de Mageoghagan de los anales de Clonmacnoise de principios del siglo XVII, donde en el epitafio de Sihtric (Sigtrygg) Cáech aparece como "príncipe de los nuevos & viejos daneses".

### Noruegos y daneses
La identificación de Finngaill como noruegos y Dubgaill como daneses no tiene una larga tradición, se hizo como alternativa a otros términos en desuso. Según Smyth, la fuente irlandesa más Antigua que cita Dub- con los daneses procede de Cogad Gáedel re Gallaib (siglo XII), cuando menciona a los "gentiles daneses negro" (Duibgeinti Danarda). Downham resalta que la última mención aparece en la entrada del año 941 de Chronicon Scotorum.
Según Smyth, los cronistas medievales y posteriormente anticuarios como Dubhaltach Mac Fhirbhisigh y Geoffrey Keating "tenían muy claro el origen noruego de los Finn Gaill y el origen danés de los Dub Gaill". Smyth afirma que "está muy clara la referencia de la actividad escandinava durante los siglos IX y X en Irlanda, ya que los ‘extranjeros blancos’ eran predominantemente de origen noruego, y en el lado contrario los daneses", sin ofrecer ninguna referencia válida a tal conclusión.
Smyth sigue con su argumento que Finn- and Dub- no implica una distinction étnica pero exclusivamente "viejo" y "nuevo", y apunta que "los grandes ejércitos vikingos no estaban compuestos exclusivamente de daneses o noruegos", y no cuestiona la identificación entre ellos. Por otro lado Downham señala que las fuentes más antiguas que comparan ambos términos tienen su origen en los cambios que surgieron en Escandinavia y que los irlandeses diferenciaban entre noruegos y daneses aunque difícilmente podrían advertir diferencias entre ambos a mediados del siglo IX por lo que habría una "nueva interpretación de los términos más antiguos 'extranjero claro' y 'extranjero oscuro'".
Downham hace referencia al sugerimiento de Dumville, que ofrece una interpretación alternativa y que finngaill y dubgaill identificaba a grupos vikingos bajo el mando de distintos caudillos. Los dubgaill podían ser vikingos de la dinastía Uí Ímair, mientras que los finngaill serían los "viejos" vikingos presentes en Irlanda antes del siglo IX. La rivalidad entre ambos grupos sería latente hasta que Uí Ímair tomaron el control definitivo del reino de Dublín y obtener la hegemonía sobre los asentamientos de Irlanda cuando Amlaíb mac Gofraid derrotó a los vikingos del reino de Limerick. Tras la muerte de Amlaíb, la etiqueta finngaill cayó en desuso en las crónicas irlandesas.

## Uí Ímair
El calificativo Rey de los Dubgaill y Finngaill (o viceversa) fue una forma habitual de citar a tres o cuatro ramas de la dinastía de los Uí Ímair en diversas fuentes históricas:
- Ragnall ua Ímair, el primero que elevó su clan familiar a la categoría de dinastía.
- Sitric Cáech, el más conocido y celebrado.
- Gofraid ua Ímair, mencionado como Rí Gall (rey de los extranjeros) en las fuentes que han llegado hasta hoy.
- Amlaíb mac Gofraid, su hijo y el último, también citado como Rey de Irlanda en fuentes anglosajonas.